# Marc Klingler
Marc Klingler (* 1 de janeiro de 1984, em Rapperswil-Jona, na Suíça) é um jogador de hóquei no gelo suíço, e atualmente, joga na Liga Nacional A da Suíça pelo Rapperswil-Jona Lakers.